# ダン・ザハヴィ
ダン・ザハヴィ（Dan Zahavi, 1967年11月6日 - ）は、デンマークの哲学者。現在、コペンハーゲン大学哲学教授。

## 略歴
ダン・ザハヴィはデンマークのコペンハーゲンに生まれ、最初コペンハーゲン大学で哲学を学んだ。1994年、ベルギーのルーヴァン・カトリック大学にあるフッサール文庫で博士号を取得した。指導教員はルドルフ・ベルネット。1999年、コペンハーゲン大学でデンマークでの大学教授資格（Disputats）に合格。2002年、34歳のときにコペンハーゲン大学哲学教授および主観性研究センター（Center for Subjectivity Research ）のディレクターに就任した。

## 研究
ザハヴィの専門分野は現象学（特にエドムント・フッサールの哲学）と心の哲学である。著作では、自己、自己意識、間主観性、社会認知などを集中的に扱っている。雑誌『Phenomenology and the Cognitive Sciences』の共同編集委員を務めている。ザハヴィの著作は25の言語に翻訳されている。

## 受賞歴
- エドワード・グッドウィン・バラード現象学賞（2000年）
- デンマーク王立科学・文学アカデミー、銀メダル（2000年）
- 国際哲学研究所（Institut International de Philosophie）所員に選出される。（2001年）
- デンマーク科学技術革新庁、卓越研究賞（2006年）：最高の国際基準に達することで、デンマークの研究強化に類稀な貢献を果たした若い研究者に贈られる賞。
- デンマーク王立科学・文学アカデミー会員に選出される。（2007年）
- カールスバーグ基金研究賞（2011年）：カールスバーグ醸造とカールスバーグ基金の設立者である醸造家J.C.ヤコブセンの生誕200週年を記念して、デンマーク王立科学・文学アカデミーから贈られた賞。
- 『現象学的な心』第二版が『Choice』により「2012年最高学術研究」に選出される。（2012年）
- デンマーク修士・博士協会、人文学研究賞（2013年）
- 北欧現象学協会名誉会長に就任（2014年）

## 著作
- Intentionalität und Konstitution: Eine Einführung in Husserls Logische Untersuchungen. Museum Tusculanum Press 1992.
- Husserl und die transzendentale Intersubjektivität. Kluwer Academic Publishers 1996. (Translated into English)
- Self-awareness and Alterity. Northwestern University Press 1999. 
中村拓也訳『自己意識と他性――現象学的探究』法政大学出版局、2017年[1]
- Husserl's Phenomenology. Stanford University Press 2003. (Translated into Danish, Japanese, Chinese, German, Greek, Italian, Croatian, Persian). 
工藤和男、中村拓也訳『フッサールの現象学』晃洋書房、2003年
- Subjectivity and Selfhood: Investigating the first-person perspective. MIT Press 2005. (Translated into Chinese)
- Phänomenologie für Einsteiger. Wilhelm Fink Verlag 2007. (Translated into Icelandic, Danish, Japanese)
中村拓也訳『初学者のための現象学』晃洋書房、2015年
- The Phenomenological Mind (with Shaun Gallagher). Routledge 2008. (Translated into Hungarian, Danish, Italian, Japanese, Korean)
ショーン・ギャラガー共著、石原孝二、宮原克典、池田喬、朴嵩哲訳『現象学的な心――心の哲学と認知科学入門』勁草書房、2011年
- The Phenomenological Mind. 2nd Edition (with Shaun Gallagher). Routledge 2012. (Translated into Spanish, Polish)
- Self and Other: Exploring Subjectivity, Empathy, and Shame. Oxford University Press 2014.
中村拓也訳『自己と他者―主観性・共感・恥の探究―』晃洋書房、2017年
- The Oxford Handbook of Contemporary Phenomenology. Oxford University Press 2012.
- Husserl's Legacy: Phenomenology, Metaphysics, and Transcendental Philosophy. Oxford University Press 2017.
中村拓也訳『フッサールの遺産: 現象学・形而上学・超越論哲学 』法政大学出版局、2018年